# Luther Adler
Luther Adler (4 de mayo de 1903 - 8 de diciembre de 1984) fue un actor estadounidense conocido sobre todo por su trabajo en el teatro, aunque también actuó para la televisión y el cine. Asimismo, dirigió obras teatrales en Broadway. 

## Biografía
Su verdadero nombre era Lutha Adler, y nació en Nueva York. Sus padres eran los actores Sara y Jacob P. Adler, de origen ruso y judío. Tenía cinco hermanos, que también trabajaron en el teatro y de ellos, su hermana Stella Adler se hizo famosa como actriz y profesora de teatro. 
Adler debutó como actor en Broadway en 1921, y actuó en varias producciones antes de unirse al The Group Theatre de Nueva York en 1931. Trabajó junto a Katharine Cornell en Alien Corn (1933), junto a su hermana Stella en Gold Eagle Guy (1934), Awake and Sing! y Paradise Lost (ambas de 1935), y junto a Frances Farmer en Golden Boy (1937). También actuó en el musical antibélico Johnny Johnson (1936). A principios de los años cuarenta dirigió su primera producción, They Should Have Stood in Bed, que solo mantuvo once representaciones. Su siguiente trabajo como director, A Flag is Born, consiguió 120 representaciones en 1946, y entre su reparto contaba con un novato Marlon Brando en uno de los papeles principales. 
A partir de 1937 Adler solo actuó para el cine, aunque nunca fuera su prioridad. Entre sus títulos figuran D.O.A. (Con las horas contadas) (1950) M (1951), Voyage of the Damned (1976) y Absence of Malice (1981). También trabajó con frecuencia en la televisión, en series tales como General Electric Theater, Kraft Television Theater, Robert Montgomery Presents, The Twilight Zone, Los Intocables, Ben Casey, Ruta 66, 77 Sunset Strip, Misión: Imposible, Hawaii Cinco-O y Las calles de San Francisco. 
Adler estuvo casado con la actriz Sylvia Sidney desde 1938 hasta 1947. Tuvieron un hijo, Jacob. 
Falleció en Kutztown, Pensilvania, y fue enterrado en el Cementerio Mount Carmel, en Glendale, Nueva York.

## Filmografía

### Como actor
- Lancer Spy (1937) ... Schratt
- Cornered (Venganza) (1945) ... Marcel Jarnac
- Saigon (1948) ... Tte. Keon
- The Loves of Carmen (1948) ... Dancaire
- Wake of the Red Witch (La venganza del bergantín) (1948) ... Mayrant Ruysdaal Sidneye
- House of Strangers (Odio entre hermanos) (1949) ... Joe Monetti
- Under My Skin (Venganza del destino) (1950) ... Louis Bork
- D.O.A. (Con las horas contadas) (1950) ... Majak
- Kiss Tomorrow Goodbye (Corazón de hielo) (1950) ... Keith 'Cherokee' Mandon
- South Sea Sinner (1950) ... Cognac
- Somerset Maugham TV Theatre (1951) (Serie de TV)
- Faith Baldwin Romance Theatre (1951) (Serie de TV)
- M (1951) ... Dan Langley
- The Magic Face (1951) ... Rudi Janus/Adolf Hitler
- The Desert Fox: The Story of Rommel (Rommel, el zorro del desierto, 1951) ... Adolf Hitler
- Hoodlum Empire (1952) ... Nick Mansani
- The Tall Texan (1953) ... John Tinnen
- The Mask (1954) (Serie de TV)
- The Motorola Television Hour (1954) (Serie de TV) ... General Fox
- The Miami Story (1954) ... Tony Brill
- Center Stage (1954) (Serie de TV) ... Jubal Banks
- The United States Steel Hour (1954) (Serie de TV) (1954, 1956) ... Judge Brock (1954), Sidney West (1956)
- Studio One (1954) (Serie de TV) (1954, 1956) ... Joe Rundle
- General Electric Theater (1954) (Serie de TV) (1954-1955) ... Warner Johnson
- Kraft Television Theatre (1955) (Serie de TV)
- Crashout (Fuga sangrienta) (1955) ... Pete Mendoza
- Robert Montgomery Presents (1955) (Serie de TV)
- The Girl in the Red Velvet Swing (La muchacha del trapecio rojo) (1955) ... Delphin Delmas
- Crossroads (1955) (Serie de TV)
- Hot Blood (Sangre caliente) (1956) ... Marco Torino
- Playhouse 90 (1958) (Serie de TV) (1958-1959) ... Garvin (1958), Molotov (1958), Irving Werner (1959)
- The Last Angry Man (1959) ... Dr. Max Vogel
- A Month in the Country (1959) (TV) ... Ignaty Illyich Shpichelsky
- Play of the Week (1959) (Serie de TV) ... Ignaty Illyich
- Westinghouse Desilu Playhouse (1960) (Serie de TV) ... Sal Raimondi
- The Twilight Zone (1960) (Serie de TV) ... Arthur Castle
- Los Intocables (1960) (Serie de TV) (1960-1962) ... Gus Marco (1960), Emile Bouchard (1961), Charlie Zenko (1962)
- Naked City (1960) (Serie de TV) (1960-1962) ... Sean Wicklow (1960), Willard Manson (1961), Henri Tourelle (1961), Mr. Kovar (1962)
- The Islanders (1961) (Serie de TV) ... Frank Fellino
- The DuPont Show of the Month (1961) (Serie de TV)
- Straightaway (1961) (Serie de TV)
- Target: The Corruptors (1961) (Serie de TV) (1961-1962) ... Victor Cobalt (1961), Jonathan (1962)
- Ben Casey (1961) (Serie de TV) (1961, 1963) ... Dr. Michael Waldman (1961), Dr. Bowersox (1963)
- Ruta 66 (1962) (Serie de TV) ... Harry Wender
- 77 Sunset Strip (1963) (Serie de TV) ... Thomas Allen
- The Three Sisters (1966/I) ... Chebutykin
- Cast a Giant Shadow (1966) ... Jacob Zion
- The Sunshine Patriot (1968) (TV) ... Imre Hyneck
- The Brotherhood (Mafia) (1968) ... Dominick Bertolo
- Misión: Imposible (1970) (Serie de TV) ... Leo Vorka
- The Name of the Game (1970) (Serie de TV) ... Marc Osborne
- The Psychiatrist: God Bless the Children (1970) (TV) ... Dr. Bernard Altman
- The Psychiatrist (1971) (Serie de TV) ... Dr. Bernard Altman
- Hawaii Cinco-O (1972) (Serie de TV) (1972, 1974) ... Dominick Vashon (1972), Charles Ogden (1974)
- Search (1973) (Serie de TV) ... Vollmar
- Chelsea D.H.O. (1973) (TV) ... Dr. Levine, M.E.
- Hec Ramsey (1973) (Serie de TV) ... Victor Bordon
- Crazy Joe (1974) ... Falco
- Las calles de San Francisco (1974) (Serie de TV) ... Victor
- The Man in the Glass Booth (1975) ... Juez
- Murph the Surf (1975) ... Max 'The Eye'
- Mean Johnny Barrows (1976)
- Voyage of the Damned (1976) ... Prof. Weiler
- Absence of Malice (Ausencia de malicia) (1981) ... Tío Santos Malderone

### Como él mismo
- The Making of 'Absence of Malice (1982) (TV)